# Toshiya Fujita
Toshiya Fujita (藤田 俊哉, Fujita Toshiya, Shizuoka, 4 oktober 1971) is een Japans voormalig voetballer die als middenvelder speelde.

## Carrière
Toshiya Fujita speelde tussen 1993 en 2011 voor Júbilo Iwata, Utrecht, Nagoya Grampus, Roasso Kumamoto en JEF United Chiba.

## Japans voetbalelftal
Toshiya Fujita debuteerde in 1995 in het Japans nationaal elftal en speelde 24 interlands, waarin hij 3 keer scoorde.

## Statistieken
| Japans voetbalelftal | Japans voetbalelftal | Japans voetbalelftal |
| Jaar                 | Wed.                 | Dlp.                 |
| -------------------- | -------------------- | -------------------- |
| 1995                 | 6                    | 2                    |
| 1996                 | 0                    | 0                    |
| 1997                 | 0                    | 0                    |
| 1998                 | 0                    | 0                    |
| 1999                 | 4                    | 0                    |
| 2000                 | 0                    | 0                    |
| 2001                 | 0                    | 0                    |
| 2002                 | 0                    | 0                    |
| 2003                 | 3                    | 0                    |
| 2004                 | 10                   | 1                    |
| 2005                 | 1                    | 0                    |
| Totaal               | 24                   | 3                    |